# ۱۲۴۸ (خورشیدی)
۱۲۴۸ هزار و دویست و چهل و هشتمین سال هجری خورشیدی است.

## زادگان
- ۷ فروردین - سید علی قاضی، فقیه و عارف شیعه.
- ۱۰ مهر - مهاتما گاندی  رهبر سیاسی و معنوی هندی ها در قرن بیستم میلادی.

- حاج ایاز خان قشقایی، نویسنده کتاب سفرنامه حاج ایاز خان قشقایی.

- فرامرز اسدی، سرپرست  ایل ملکشاهی و حاکم پشتکوه و استان ایلام.